# Eleocharis halmaturina
Eleocharis halmaturina är en halvgräsart som beskrevs av John McConnell Black. Eleocharis halmaturina ingår i släktet småsäv, och familjen halvgräs. Inga underarter finns listade i Catalogue of Life.